# Prokletí ostrova Saint Pierre
Prokletí ostrova Saint Pierre (v originále La Veuve de Saint-Pierre) je francouzský hraný film z roku 2000, který režíroval Patrice Leconte podle vlastního scénáře. Film je založen na skutečném příběhu vraždy, která byla spáchána v Saint-Pierre-et-Miquelon v 19. století, ale děj je posunut o 40 let dříve, kdy se k moci dostává Napoleon III. Snímek měl světovou premiéru dne 19. dubna 2000.

## Děj
V roce 1849 byli dva námořníci, opuštění na na lodi jejich kapitánem, náhodou zachráněni jinou lodí a dopraveni zpět na souostroví Saint Pierre a Miquelon u pobřeží Newfoundlandu. Následně kapitána ubodali. Jsou odsouzeni k trestu smrti, ale v Saint-Pierre není gilotiny a musí být převezena z Martiniku. Guvernér navrhuje zmírnit trest, ale ostatní činitelé jsou proti. Jeden z odsouzených umírá při nehodě na voze před odvezením do trestanecké kolonie, druhý odsouzený k smrti zůstává ve vazbě a čeká rezignovaně na popravu. Kapitánova manželka vidí v odsouzenci dobrého člověka a snaží se mu pomoci. Když je gilotina přivezena, snaží se zabránil popravě. Z lásky ke své ženě se kapitán staví proti zavedeným pořádkům, ale to se mu stane osudným.

## Obsazení
| Juliette Binocheová  | Madame Pauline, kapitánova žena |
| Daniel Auteuil       | Jean, kapitán                   |
| Emir Kusturica       | Joseph Auguste Neel, odsouzenec |
| Michel Duchaussoy    | guvernér                        |
| Philippe Magnan      | předseda Venot                  |
| Christian Charmetant | námořní komisař                 |
| Philippe du Janerand | šéf celníků                     |
| Reynald Bouchard     | Louis Ollivier                  |
| Ghyslain Tremblay    | Chevassus, akvokát              |
| Marc Béland          | voják Loïc                      |
| Yves Jacques         | kontradmirál                    |
| Maurice Chevit       | guvernérův otec                 |
| Catherine Lascault   | Malvilain                       |
| Dominique Quesnel    | pachtýřka                       |
| Anne-Marie Philipe   | guvernérova žena                |
| Sylvie Moreau        | Adrienne                        |